# Hengrave Hall
Hengrave Hall est un manoir Tudor à Hengrave près de Bury St. Edmunds dans le Suffolk, en Angleterre et est le siège des familles Kitson et Gage de 1525 à 1887. Les deux familles sont des catholiques romains réfractaires.

## Architecture

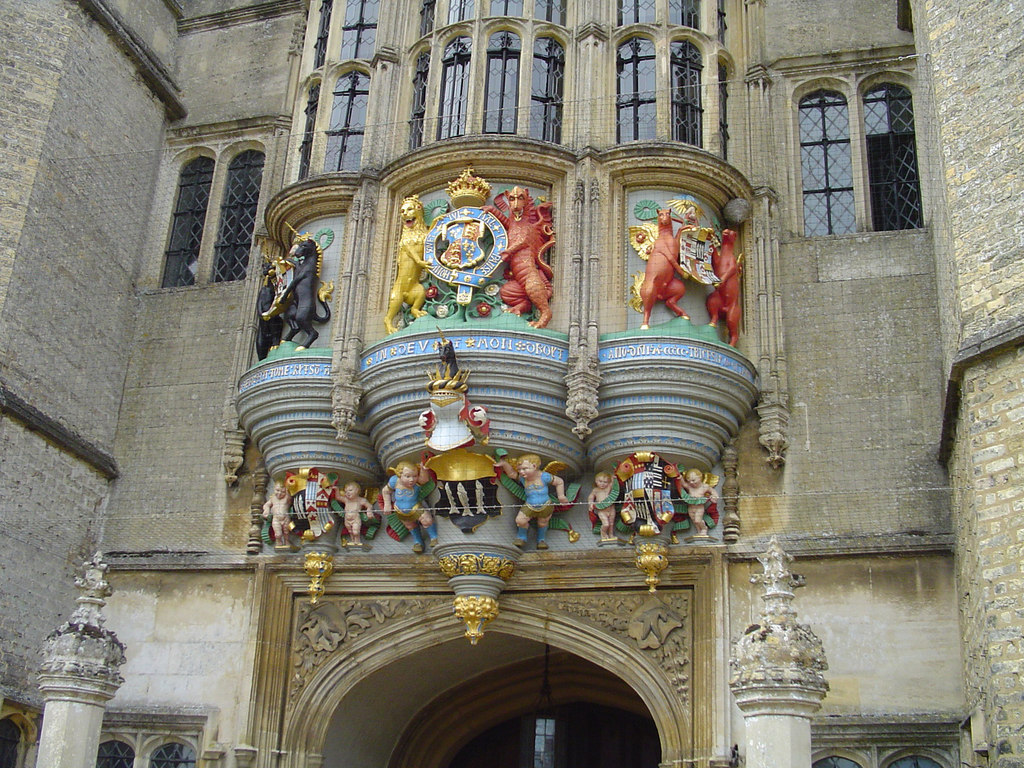
Armoriaux au-dessus de l'entrée principale de Hengrave Hall

Les travaux sur la maison commencent en 1525, menés par Thomas Kitson, un marchand londonien et membre de la Mercers Company, et sont achevés en 1538. La maison est l'un des derniers exemples de maison construite autour d'une cour fermée avec un grand hall. Il est construit à partir de pierres provenant du prieuré d'Ixworth (dissous en 1536) et de briques blanches cuites à Woolpit. La maison est remarquable pour un oriel orné incorporant les armes royales d'Henri VIII, les armes Kitson et les armes de l'épouse et des filles de Sir Thomas Kitson le Jeune (Kitson en quartiers avec Paget ; Kitson en quartiers avec Cornwallis ; Kitson en quartiers avec Darcy ; Kitson en quartiers avec Cavendish). La maison est crénelée et dans la grande salle se trouve un oriel avec une voûte en éventail de John Wastell, l'architecte des chapelles du Collège d'Eton et du King's College de Cambridge.
La chapelle contient 21 lumières de verre flamand commandées par Kitson et installées en 1538, illustrant l'histoire du salut de la création du monde au Jugement dernier. Il s'agit de la seule collection de verre pré-réforme qui est restée in situ dans une chapelle domestique n'importe où en Angleterre. Dans la salle à manger se trouve une peinture symbolique jacobéenne au-dessus de la cheminée qui défie toute interprétation, portant la légende « obsta principiis, post fumum flamma » (« Résistez aux premiers commencements ; après la fumée vient la flamme »). Également dans la salle de banquet de la maison se trouve une fenêtre avec les armoiries de George Washington, écartelée avec celle de Lawrence. L'une des filles de Sir Thomas Kitson s'est mariée dans la famille Washington .
La maison est modifiée par la famille Gage en 1775. La cour extérieure et l'aile est sont démolies et les douves sont comblées. Des modifications sur le devant de la maison sont commencées mais jamais achevées, et Sir John Wood tente de rendre l'intérieur de la maison à son aspect Tudor d'origine en 1899. Il reconstruit l'aile est et refait le lambris de la maison en chêne. Une salle, la chambre Oriel, conserve ses boiseries d'origine du XVIIe siècle, dans lesquelles est incrusté un portrait de Jacques II peint par Willem Wissing en 1675. On pense que certains des panneaux d'origine se sont retrouvés dans la maison de ville des Gage à Bury St. Edmunds, aujourd'hui le Farmers 'Club de Northgate Street. Les fenêtres et les moulures ornées à l'avant du bâtiment figurent sur la couverture de l'édition Suffolk de Pevsner's Buildings of England.

## Histoire
Le 5 juillet 1553, Marie Ire s'arrête brièvement à Hengrave Hall en route vers le Château de Framlingham, la maison de Margaret Bourchier, née Donnington, comtesse de Bath, veuve de Sir Thomas Kitson et Sir Richard Long, et de son troisième mari John Bourchier, comte de Bath, fidèles partisans de la reine . Le père de la reine, Henri VIII est le parrain du fils de Margaret, Henry Long, issu de son deuxième mariage. Élisabeth Ire séjourne à Hengrave du 27 au 30 août 1578 et une chambre est nommée en son honneur. Le madrigaliste John Wilbye est employé par les Kitson à Hengrave et à Londres, tout comme le compositeur Edward Johnson .
Au cours des émeutes antipapistes de Stour Valley en 1642, Sir William Spring (1er baronnet), le cousin de Penelope Darcy, reçoit l'ordre du Parlement de fouiller la maison, où l'on pensait que des armes pour une insurrection catholique étaient entreposées . Le jésuite William Wright est arrêté à Hengrave Hall.
Le roi Jacques II visite Hengrave tout au long des années 1670 et assiste au mariage de William Gage et Charlotte Bond en 1670. L'avocat et antiquaire John Gage Rokewode est le frère de William Gage (7e baronnet), et écrit "L'histoire et les antiquités de Hengrave dans le Suffolk" en 1822. On dit que la reine-claude a été nommée d'après un arbre cultivé pour la première fois en Angleterre à Hengrave, mais l'arbre est en fait nommé d'après les vicomtes Gage de Firle, Sussex, qui sont cousins des Gage de Hengrave.

## Propriétaires

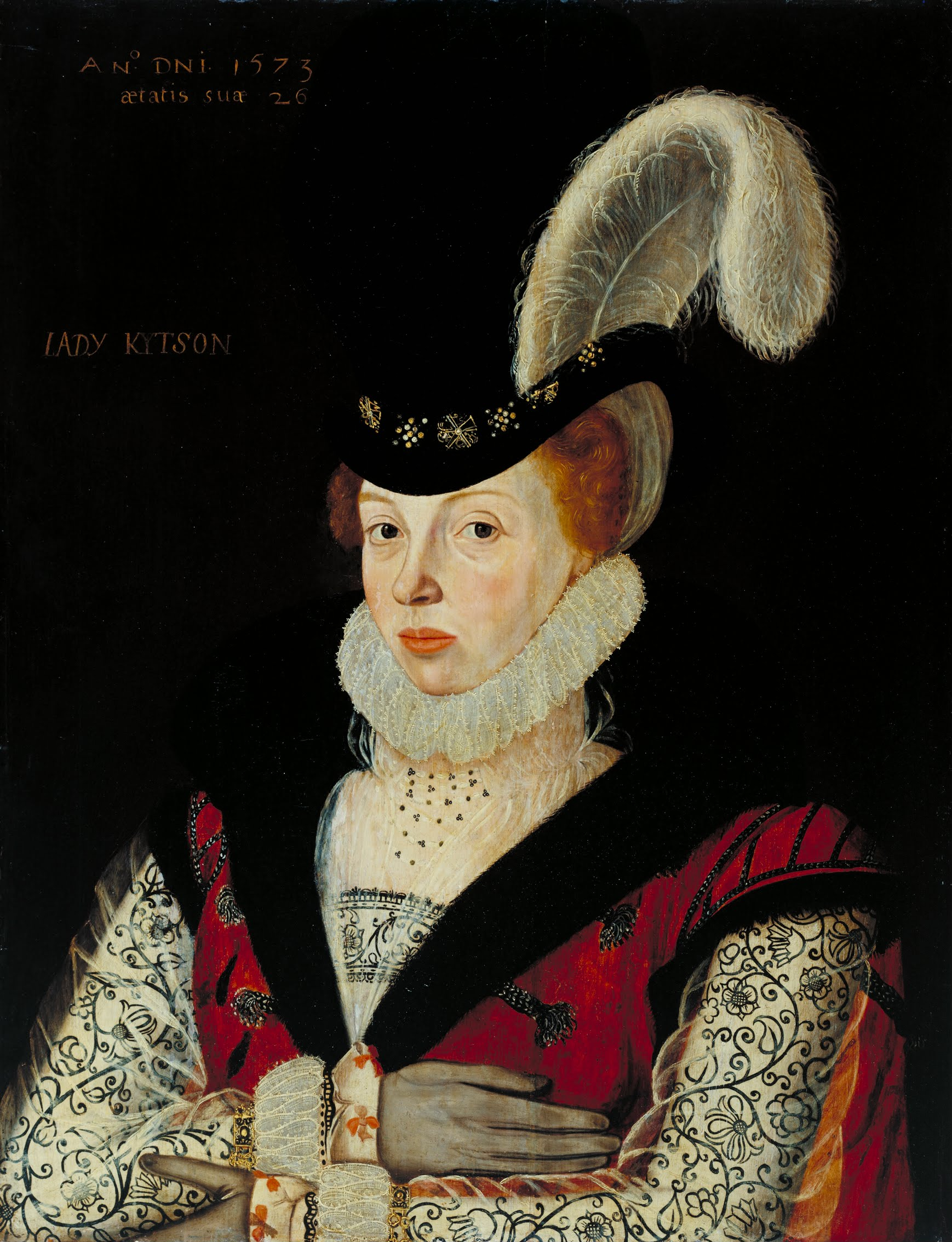
Elizabeth Lady Kitson née Cornwallis dirigeait Hengrave Hall

Lorsque Sir Thomas Kitson meurt le 11 septembre 1540, il laisse Hengrave et tous ses autres biens à sa femme, Dame Margaret (née Donnington). Avec elle, il a un fils posthume, plus tard Sir Thomas Kitson (1540-1603), et quatre filles, Katherine, Dorothy, Frances et Anne. Deux mois seulement après la mort de son premier mari, Margaret épouse Sir Richard Long (vers 1494-1546) de Shengay, gentilhomme de la Chambre privée d'Henri VIII. Le règlement du mariage de Margaret et de son troisième mari, John Bourchier (2e comte de Bath), en 1548, lui donne un contrôle total sur les vastes biens personnels qu'elle apporte dans leur mariage, notamment le droit d'en disposer par testament si elle décédait avant lui.

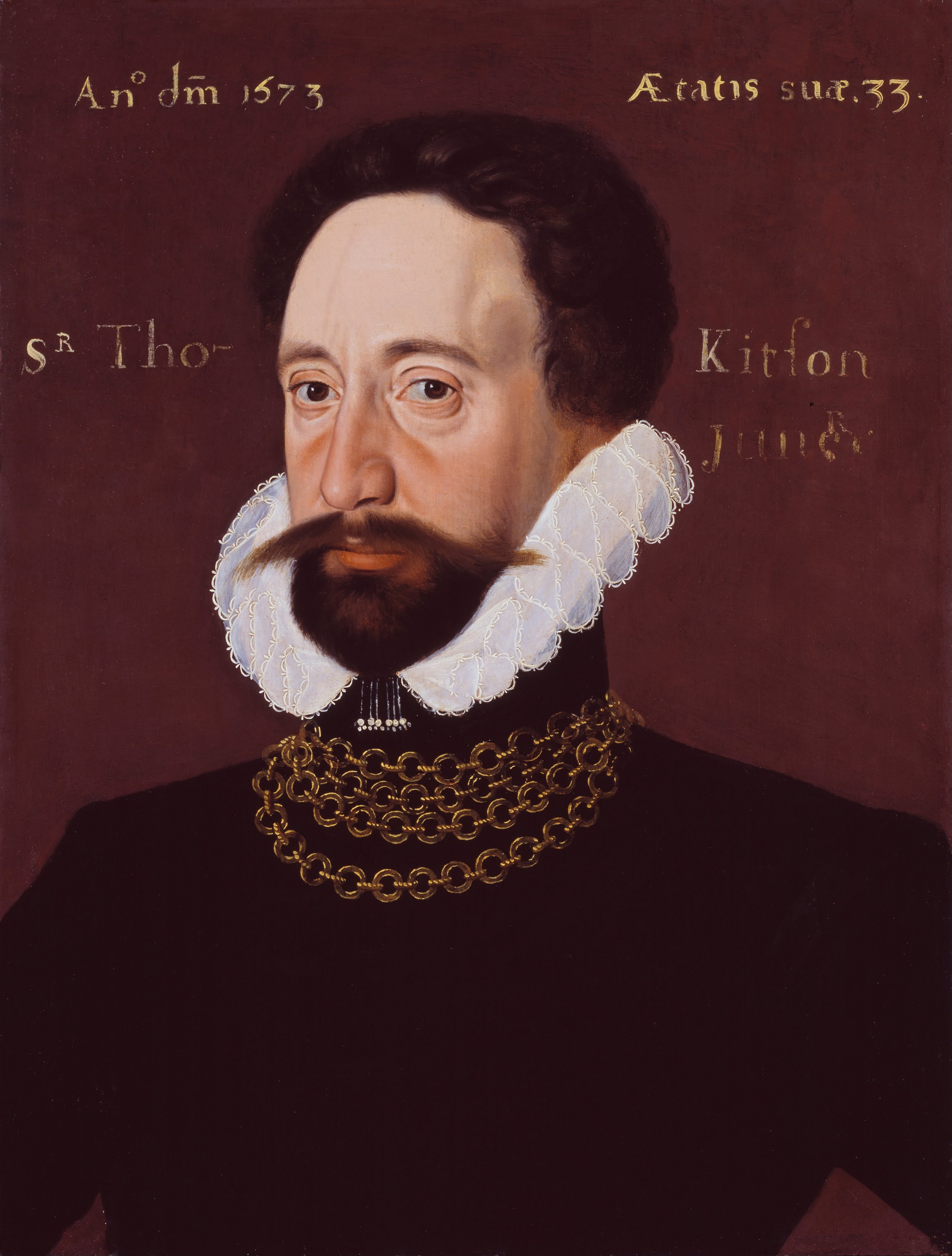
Sir Thomas Kitson (1540-1602)

Le fils posthume, Sir Thomas Kitson, se marie en 1557 mais son épouse est décédée en 1558 et il se marie avec Elizabeth qui arrive avec une dot de 600 £ et la formation nécessaire pour être le gérant de la maison de Hengrave Hall. Lady Elizabeth et son mari sont passionnés de musique et emploient des musiciens résidents Edward Johnson et le madrigaliste John Wilbye en plus de créer des collections d'instruments et de musique .
Hengrave passe finalement à la lignée féminine Kitson, et à la mort d'Elizabeth Kitson en 1628, les collections de musique et la maison passent à sa fille Mary Kitson  qui épouse Thomas Darcy (1er comte Rivers). Par le mariage de sa petite-fille Penelope Darcy avec Sir John Gage, 1er baronnet, la maison passe dans la famille Gage. La maison sert de refuge aux chanoinesses anglaises augustines de Bruges de 1794 à 1802, dirigées par leur prieure Mère Mary More (en). Les chanoinesses tiennent une école. En 1887, à la mort de Lady Henrietta Gage, la maison est achetée par John Lysaght, l'un des fondateurs de la sidérurgie australienne. En 1895, il est acheté par Sir John Wood, et à sa mort vendu aux Religieuses de l'Assomption, qui dirigent une école conventuelle jusqu'en 1974.
Le 14 septembre 1974, les Assomptionnistes fondent la Communauté œcuménique Hengrave de Réconciliation, à l'origine un groupe de familles de différentes confessions chrétiennes. Plus tard, la Communauté est composée de membres à long terme, qui restent dans la Communauté jusqu'à sept ans, et de membres à court terme, dont beaucoup viennent de pays d'Europe centrale et orientale pour des périodes allant d'un an à trois mois. Bien que fortement inspirée par d'autres communautés œcuméniques comme Taizé et la Communauté d'Iona, la Communauté Hengrave a un caractère distinctif dû à la présence continue des Sœurs. La communauté Hengrave est dissoute en septembre 2005, fermant son centre chrétien et de conférence sur le site, après avoir échoué à financer 250 000 £ pour des améliorations . Le propriétaire actuel du manoir est David Harris qui convertit le bâtiment existant en logement privé. Il est actuellement utilisé pour les réceptions de mariage.

## Sources
- Gage, John L'histoire et les antiquités de Hengrave dans le Suffolk (1822);
- Gage, John L'histoire et les antiquités du Suffolk: Thingoe Hundred (1838);
- Harris, Barbara J. Femmes aristocratiques anglaises, 1450-1550: mariage et famille, propriété et carrières (2002)